# Эркье
Эркье (итал. Erchie) — коммуна в Италии, располагается в регионе Апулия, в провинции Бриндизи.
Население составляет 8989 человек (2008 г.), плотность населения составляет 199 чел./км². Занимает площадь 44 км². Почтовый индекс — 72020. Телефонный код — 0831.
Покровительницами коммуны почитаются святые  Лючия и Ирина, празднование 5 июня.

## Демография
Динамика населения:

## Администрация коммуны
- Официальный сайт: https://web.archive.org/web/20060208164656/http://www.comune.erchie.br.it/